# Talia brevithorax
Talia brevithorax är en insektsart som först beskrevs av Lucien Chopard 1951.  Talia brevithorax ingår i släktet Talia och familjen Mogoplistidae. Inga underarter finns listade i Catalogue of Life.